# غريغوري مارغوليس
غريغوري مارغوليس  (بالإنجليزية: Grigory Margulis)‏ هو عالم رياضيات روسي ولد في 24 فبراير 1946

 في موسكو، الاتحاد السوفيتي ، اشتهر بعمله على Diophantine approximation حائز على جائزة وسام فيلدز.

## وصلات خارجية
- الموقع الرسمي لجائزة وسام فيلدز